# دونگرادیل
دونگرادیل (به هلندی: Dongeradeel) یک شهرستان در هلند است که در فریسلاند واقع شده‌است. دونگرادیل ۴ متر بالاتر از سطح دریا واقع شده‌است.